# Sheykh Khānlū
Sheykh Khānlū (persiska: شیخ خانلو) är en ort i Iran.   Den ligger i provinsen Khorasan, i den nordöstra delen av landet, 700 km öster om huvudstaden Teheran. Sheykh Khānlū ligger 1 173 meter över havet och antalet invånare är 666.
Terrängen runt Sheykh Khānlū är platt åt nordost, men åt sydväst är den kuperad.Runt Sheykh Khānlū är det ganska glesbefolkat, med 35 invånare per kvadratkilometer. Närmaste större samhälle är Chenārān, 12,9 km sydost om Sheykh Khānlū. Trakten runt Sheykh Khānlū består till största delen av jordbruksmark.